# Toro Rosso STR13
Toro Rosso STR13 je bolid talijanske momčadi Red Bull Toro Rosso Honda u Formuli 1.

## Dizajn bolida

### Motor
- Naziv: Honda RA618H
- Proizvođač: Honda
- Težina: 145 kilograma
- Zapremnina: 1,6 litara
- Broj cilindara: 6
- Broj ventila: 24
- V kut: 90°
- Maksimalni broj obrtaja u minuti: 15.000
- Maksimalni protok goriva: 100kg/h
- Elementi motora: Motor s unutarnjim izgaranjem, turbopunjač, MGU-K, MGU-H, spremnik energije i kontrolna jedinica.

### Mjenjač i gume
Momčad je koristila Apptech 13 felge i Pirellijeve gume (Pirelli P Zero - Pirelli Cinturato), te Red Bull Technology poluautomatski mjenjač s 8 brzina i jednom brzinom unatrag.

## Sezona 2018.

### Rezultati
| Vozač           | Grid / Utrka | AUS  | BAH | KIN  | AZE | ŠPA | MON | KAN | FRA | AUT | VBR | NJE | MAĐ | BEL | ITA | SIN | RUS | JAP | SAD | MEK | BRA | ABU |
| --------------- | ------------ | ---- | --- | ---- | --- | --- | --- | --- | --- | --- | --- | --- | --- | --- | --- | --- | --- | --- | --- | --- | --- | --- |
| Pierre Gasly    | Startni grid | 20.  | 5.  | 17.  | 17. |     |     |     |     |     |     |     |     |     |     |     |     |     |     |     |     |     |
| Pierre Gasly    | Utrka        | Odu. | 4.  | 18.  | 12. |     |     |     |     |     |     |     |     |     |     |     |     |     |     |     |     |     |
| Brendon Hartley | Startni grid | 16.  | 11. | 15.  | 19. |     |     |     |     |     |     |     |     |     |     |     |     |     |     |     |     |     |
| Brendon Hartley | Utrka        | 15.  | 17. | 20.† | 10. |     |     |     |     |     |     |     |     |     |     |     |     |     |     |     |     |     |

### Plasman
| Poz. | Vozač            | Bodovi |
| ---- | ---------------- | ------ |
| 11.  | Pierre Gasly     | 12     |
| 18.  | Brendon Hartley  | 1      |
| Poz. | Konstruktor      | Bodovi |
| 7.   | Toro Rosso-Honda | 13     |